# Warner Bros.
Warner Bros. Entertainment, Inc., også kendt som Warner Bros. Pictures eller blot Warner Bros. (fork. The WB) er en amerikanskbaseret multinational mediekoncern, og verdens næststørste mediekonglomerat.
Firmaet blev grundlagt af de fire jødiske brødre Harry, Albert, Sam og Jack Warner i 1918. De fik bygget studiet på gaden Sunset Boulevard, som er beliggende i Hollywood, USA.
Warner Bros. er involveret i produktion af film, tv, tegnefilm og tegneserier. Firmaet er bl.a. kendt for deres film samt for Looney Tunes-tegnefilmene om Snurre Snup, Daffy And, Pelle Gris, Elmer Fjot og de mange andre figurer.
Selskabet drev tidligere også virksomhed indenfor musik og var ejer af pladeselskabet Warner Bros. Records. Musikdelen (Warner Music Group) blev imidlertid udskilt i 2003 til en selvstændig enhed, der i dag er ejet af Access Industries.